# 深見惇
深見淳（日语：／ Fukami Jun，2月19日—），日本資深女性漫畫家。出身於長崎縣，在福岡縣成長。A型血。丈夫土山芳樹曾經當過漫畫家。
代表作是曾經被改編成電視劇的（至2015年完結）、《惡女》。

## 人物簡介
1971年，在集英社的《週刊Seventeen》發表短篇「17歳裸婦像」，從此正式出道。1980年代以後，轉向女士漫畫的市場發展，在講談社的《BE·LOVE》和集英社的《YOU》活躍。1991年，《惡女》榮獲第15屆講談社一般部門漫畫獎。

## 作品概覽
集英社
- （1987年－2015年，《YOU》）－單行本全19＋3冊，文庫版全15冊。

講談社
- 惡女（1988年－1997年，《BE·LOVE》）－單行本全37冊，文庫版全19冊。
- 幸運天使俏佳人（1997年－2000年，《BE·LOVE》）－單行本全11冊。
- 5秒前（2001年－2003年，《BE·LOVE》）－單行本全11冊。
- （2003年－2005年，《BE·LOVE》）－單行本全6冊。
- 胡桃夢（2005年－2009年，《BE·LOVE》）－單行本全17冊。
- （2009年－2012年，《BE·LOVE》）－單行本全12冊。
- （2013年2月13日發行）ISBN 978-4-06-380378-5
  - 黑魔術
  - 白魔術
  - 粉紅色
- SUPER G（2013年－2014年，《BE·LOVE》）－單行本全7冊。